# Ескарина Смит
Ескарина Смит е младо момиче от Света на Диска, родена в ковачница на село Скапан Гъз, осмо дете на осмия син. Тя наследява магически сили и персонал от Drum Billet, магьосник от Невидимия университет, и е бил ученик на баба Вихронрав, докато не стана ясно, че тя предпочита магията на магьосник, отколкото на вещица. Ескарина е първата и — доколкото е известно — единствената жена някога приета или по-конкретно допусната да влезе в Невидимия университет (след голяма битка за това). Тя е налице, когато Симон, съветник който се е учил сам, бе доведен до УУ. Той дава лекции за естеството на магията на висши служители на факултет през първата си година!